# Nagia pseudonatalensis
Nagia pseudonatalensis là một loài bướm đêm trong họ Noctuidae.